# Friedrich Adelung
Friedrich Adelung (Stettino, 25 febbraio 1768 – San Pietroburgo, 30 gennaio 1843) è stato un filologo e linguista tedesco.
Nipote del linguista e poligrafo Johann Christoph Adelung.
Fu direttore dell'Istituto Orientale di Pietroburgo.
Pur non conoscendo il sanscrito, scrisse un saggio di bibliografia dell'India.

### Opere
- 1830 – Versuch einer Literatur der Sanskrit - Sprache
- 1837 – Bibliotheca Sanscrita: Literatur der Sanskrit-Sprache
- 1846 – Kritisch-literärische Übersicht der Reisenden in Russland bis 1700